# Marko Kovač
Marko Kovač (* 6. Januar 1987 in Böblingen) ist ein kroatischer Fußballspieler.

## Werdegang
Kovač spielte in seiner Jugend für mehrere Vereine aus dem Großraum Stuttgart. Nachdem er von der SV Böblingen in die Jugend der Stuttgarter Kickers gewechselt war, rückte er dort 2006 in die zweite Mannschaft auf und etablierte sich in den folgenden Jahren als Stammkraft. Im September 2008 holte der neu verpflichtete Trainer Edgar Schmitt ihn in den Kader der ersten Mannschaft des Klubs aus Stuttgart-Degerloch und ließ ihn am 27. September 2008 beim 1:1-Unentschieden gegen Kickers Emden als Einwechselspieler in der 3. Liga debütieren. Dies blieb sein einziger Einsatz für die Profimannschaft und nach dem Abstieg in die Viertklassigkeit zum Saisonende verließ er den Klub und wechselte zum SGV Freiberg in die Oberliga Baden-Württemberg. Am Ende der Saison 2010/11 musste er mit seiner Mannschaft absteigen, schaffte aber den sofortigen Wiederaufstieg. Im Sommer 2013 verließ den Klub zum Ligakonkurrenten TSV Grunbach. Mit Grunbach erreichte er in der Spielzeit 2013/14 den zweiten Platz. Der Klub verzichtete jedoch auf die Aufstiegsspiele und zog seine Mannschaft zurück. Kovač schloss sich im Sommer 2014 dem 1. CfR Pforzheim an, der in der Verbandsliga Baden spielte. Er erreichte mit seinem Klub den Aufstieg in die Oberliga, wechselte jedoch zum SV Breuningsweiler in die Kreisliga Rems/Murr. Mit seiner neuen Mannschaft spielt er nach drei Aufstiegen in Folge seit Sommer 2018 in der Verbandsliga Württemberg.